# Xylosma glaberrimum
Xylosma glaberrimum är en videväxtart som beskrevs av H.O. Sleum.. Xylosma glaberrimum ingår i släktet Xylosma och familjen videväxter. Inga underarter finns listade i Catalogue of Life.